# Kristinehamns konstmuseum
Kristinehamns konstmuseum är ett svenskt kommunalt konstmuseum.
Kristinehamns konstmuseum ligger i Marieberg,  nordväst om Kristinehamns stadskärna intill Vänern. Museet visar främst modern och samtida konst. Dessutom vill museet väcka intresset för konst hos besökarna och därmed stimulera till egna tankar och reflektioner. 

## Historik
Tidigare låg Kristinehamns hospital, som var ett mentalsjukhus, på området som stod färdigt år 1887. Axel Kumlien var arkitekt för hospitalet, som det hette för namnändring till Mariebergs sjukhus under 1930-talet. Sjukhuset är byggt i rött tegel och har ett palatsliknande utseende, vilket var typiskt för den tidens mentalsjukhusbyggnader.
Konstmuseet öppnade i oktober 1997 under namnet MuseETT med en utställning av kristinehamnskonstnären Bengt Olson. Det var del av ett EU-projekt. Konstmuseet inhystes på tredje våningen i en före detta terapibyggnad från 1950-talet. Lokalen var nästan 1 000 m² stor och var uppdelad på två stora salar och två mindre rum.
År 1999 ändrades namnet till Kristinehamns konstmuseum.
Idén till konstmuseet kom dels från den aktiva lokala konstnärskolonin med konstnärer som Kjell Sundberg, Stig Olson, Ingemar Lööf, Bengt Asplund, Lorraine Rantala, Gertrud Bensow-Lööf och Rune Wall, dels från Kristinehamns danska vänort Skagen.

## Panncentralen
Utställningslokalen fick senare namnet Kvadraten, efter dess form, och från 1999 användes panncentralen i den intill liggande byggnaden som utställningshall. Utställningshallen invigdes i samband med att den omdebatterade Ecce Homoutställningen visades i maj 1999. Senare beslutades att panncentralen skulle renoveras för konstmuseets behov med bland annat museibutik och kafé. Christer Nordström Arkitektkontor AB ritade om panncentralen i samarbete med WSP Environment. Meningen var att låta panncentralen bli den stora huvudbyggnaden, där ung, experimentell och konceptuell konst skulle visas. I utställningslokalerna i terapihuset Kvadraten skulle vara till för den mer etablerade konsten och konstarterna. Där kom en permanent basutställning till och mer tillfälliga utställningar skulle komma att hamna i panncentralen. Syftet var att visa parallella utställningar.
Museet drevs i projektform de två första åren, varefter verksamheten permanentades med stöd från landsting, kommun och länsstyrelse.

## Picasso
Inför våren 2003 planerades en utställning med Picassos offentliga verk. Arbetet inför den utställningen inleddes under hösten 2001. En budget på 1,5 miljoner kronor satsades. Renoveringen ingick i EU-projektet ”Museum” där nio museer från åtta länder ingick. Bo Wingren tillsattes som utställningskommissarie. Den norske skulptören Carl Nesjar, som utfört Picassoskulpturen i Kristinehamn 1965, lånade ut sitt material. Picassoutställningen pågick mellan april och augusti 2003.
I samband med Picassoutställningen togs en museumlogotyp fram som är en K liggande på kant, ritad av kristinehamnsbördige formgivaren Daniel Löfvenbor, då sistaårselev vid Högskolan för design och konsthantverk i Göteborg. Vid invigningen den 26 april spelade Karlstadbandet Da Buzz och invigningen förrättades av dåvarande kulturminister Marita Ulvskog. Museet lånade in 55 originalverk av Picasso i form av skulpturer, keramik, teckningar, grafik, målningar och montage.